# أرماندو هرنانديز
أرماندو هرنانديز (بالإسبانية: Armando Hernández) هو ممثل مكسيكي، ولد في 27 سبتمبر 1984 بمدينة مكسيكو في المكسيك.

## وصلات خارجية
- أرماندو هرنانديز على موقع IMDb (الإنجليزية)
- أرماندو هرنانديز على موقع قاعدة بيانات الفيلم (الإنجليزية)